# Hylaeus beaumonti
Hylaeus beaumonti là một loài Hymenoptera trong họ Colletidae. Loài này được Benoist mô tả khoa học năm 1943.